# 1946 na política

## Eventos
- 1 de Janeiro - Alguns meses depois do fim da Segunda Guerra Mundial, 20 soldados japoneses se renderam na ilha de Corregidor, nas Filipinas. Eles viviam escondidos em um túnel e só souberam que a guerra havia acabado quando saíram para procurar água e encontraram um jornal.
- 11 de janeiro - Enver Hoxha  proclama a República Popular da Albânia após a queda do rei Zog.
- 31 de Janeiro - O general Eurico Gaspar Dutra toma posse como presidente do Brasil, substituindo José Linhares.
- 2 de Março - Ho Chi Minh é eleito presidente do Vietnã do Norte.
- 6 de Março - Ho Chi Minh assina um acordo com a França no qual esta reconhece o Vietnã como um Estado autônomo na Federação Indochinesa e na União Francesa.
- 18 de Abril - Dissolve-se a Sociedade das Nações, também conhecida como Liga das Nações.
- 1 de Outubro - O Tribunal de Nuremberg codena 22 líderes nazistas por crimes de guerra, dos quais 11 à morte por enforcamento.[1]
- 23 de Novembro - Vietnamitas protestam em Haiphong e entram em conflito com tropas francesas. O Cruzador francês Stuffren abre fogo, matando 6 mil Vietnamitas.
- 19 de Dezembro - É declarada Lei Marcial no Vietnã.

## Nascimentos
| Data            | Nome                                    | Profissão                                                  | Nacionalidade          | Observações | Ref   |
| --------------- | --------------------------------------- | ---------------------------------------------------------- | ---------------------- | ----------- | ----- |
| 2 de fevereiro  | Alpha Oumar Konaré                      | presidente do Mali de 1992 a 2002                          | Mali                   |             |       |
| 25 de fevereiro | Stanisław Piosik                        | político da Polónia                                        | Polónia                |             |       |
| 30 de abril     | Carlos XVI Gustavo da Suécia            | Rei da Suécia desde 1973                                   | Suécia                 |             |       |
| 17 de junho     | Eduardo Camaño                          | político e presidente interino da Argentina em 2001 e 2002 | Argentina              |             |       |
| 20 de junho     | Xanana Gusmão                           | 1º presidente do Timor-Leste                               | Portugal (Timor-Leste) | .           |       |
| 6 de julho      | George W. Bush                          | político, presidente dos EUA de 2001 a 2009                | Estados Unidos         |             |       |
| 19 de julho     | Grzegorz Woźny                          | político da Polónia                                        | Polónia                |             |       |
| 21 de julho     | Domingo Cavallo                         | político argentino                                         | Argentina              |             |       |
| 11 de agosto    | Óscar Berger                            | presidente da Guatemala de 2004 a 2008                     | Guatemala              |             |       |
| 19 de agosto    | Bill Clinton                            | político, presidente dos EUA de 1993 a 2001                | Estados Unidos         |             |       |
| 29 de agosto    | Dimítris Christófias                    | presidente de Chipre desde 2008                            | Reino Unido (Chipre)   |             |       |
| 1 de setembro   | Neudo Ribeiro Campos                    | político                                                   | Brasil                 |             |       |
| 1 de setembro   | Roh Moo-hyun                            | presidente da Coreia do Sul de 1998 a 2003                 | Coreia do Sul          | m. 2009     |       |
| 2 de setembro   | Abel Caballero                          | político e escritor                                        | Espanha                |             |       |
| 29 de setembro  | Celso Pitta                             | político                                                   | Brasil                 |             |       |
| 8 de outubro    | Dennis Kucinich                         | político                                                   | Estados Unidos         |             |       |
| 14 de outubro   | François Bozizé                         | presidente da República Centro-Africana desde 2003         | Gabão                  |             |       |
| 9 de novembro   | Carlos Manuel Corvelo Pereira Rodrigues | jornalista e político                                      | Portugal               | m. 2008     | [ 2 ] |
| ??              | Ewart Brown                             | político das Bermudas                                      | Reino Unido (Bermudas) |             |       |

## Mortes
| Data           | Nome                       | Profissão                                                           | Nacionalidade  | Observações | Ref |
| -------------- | -------------------------- | ------------------------------------------------------------------- | -------------- | ----------- | --- |
| 9 de fevereiro | Júlio Prestes              | político brasileiro, eleito presidente mas não chegou a tomar posse | Brasil         | n. 1882     |     |
| 17 de abril    | Juan Bautista Sacasa       | presidente da Nicarágua de 1933 a 1936                              | Nicarágua      | n. 1874     |     |
| 8 de julho     | Carlos Amaro               | poeta, dramaturgo, jornalista e político republicano                | Portugal       | n. 1879     |     |
| 21 de julho    | Gualberto Villarroel López | presidente da Bolívia de 1943 a 1946                                | Bolívia        | n. 1882     |     |
| 2 de outubro   | Carlos Blanco Galindo      | presidente da Bolívia de 1930 a 1931                                | Bolívia        | n. 1882     |     |
| 15 de outubro  | Hermann Göring             | político e líder militar                                            | Império Alemão | n. 1893     |     |
| 16 de outubro  | Alfred Jodl                | general alemão, integrante da cúpula do governo nazi                | Império Alemão | n. 1890     |     |